# JaTB-2

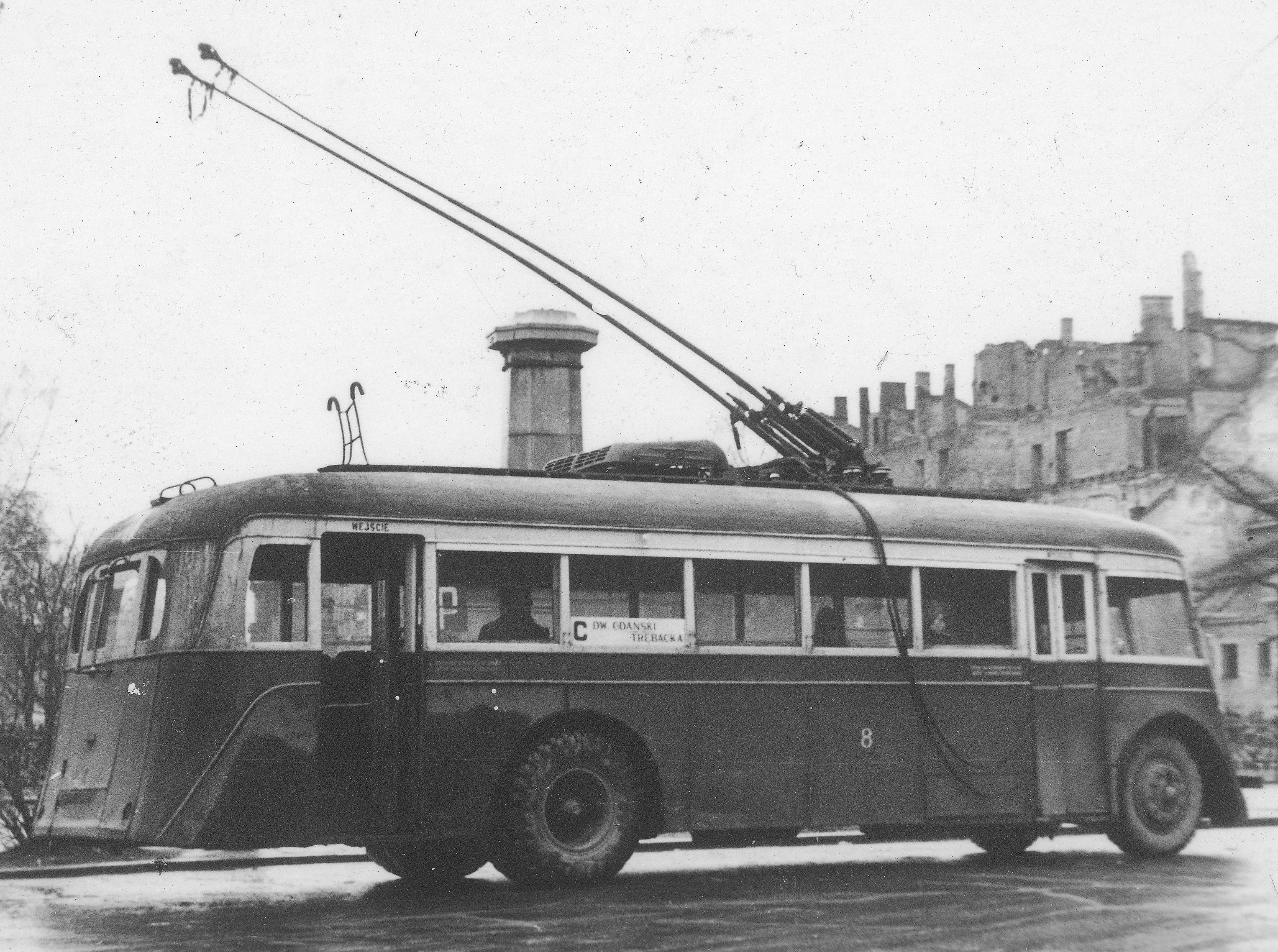
JaTB-2 na linii C w Warszawie, 1948 r.

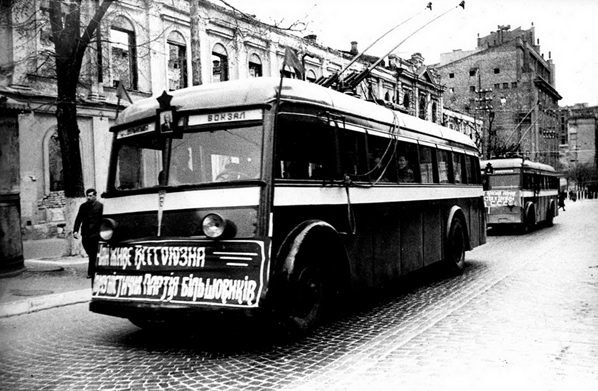
JaTB-2 w Kijowie

JaTB-2 – typ dwuosiowego trolejbusu, wytwarzanego w latach 1937–1938 w Jarosławskiej Fabryce Silników. Skrót „JaTB” pochodzi od rosyjskich słów Jarosławskij trollejbus.

## Konstrukcja
JaTB-2 stanowi rozwinięcie konstrukcyjne modelu JaTB-1, produkowanego w latach 1936–1937. W stosunku do poprzednika zmieniono drewniane nadwozie na stalowe i zabudowano kabinę kierowcy szafą z aparaturą elektryczną. Ponadto napęd z przedniej osi przeniesiono na tylną.
JaTB-2 to dwuosiowy wysokopodłogowy trolejbus z nadwoziem o konstrukcji drewnianej, obłożonej z zewnątrz poszyciem ze stali. Do wnętrza przedziału pasażerskiego prowadziło dwoje dwuskrzydłowych drzwi otwieranych ręcznie. Cechą charakterystyczną było umiejscowienie pierwszych drzwi nie przed pierwszą osią, lecz za nią, co wynikało z konieczności zapewnienia odpowiedniego nacisku na oś. Oprócz tego trolejbus wyróżniał się pochyloną, łamaną w połowie ścianą przednią z dwoma okrągłymi reflektorami. Napęd stanowił jeden silnik prądu stałego o mocy 60 kW. Prąd pobierany był z przewodów trakcyjnych za pomocą pałąków z rolkowymi ślizgaczami.

## Dostawy
| Państwo        | Miasto         | Lata dostaw    | Liczba | Numery taborowe |       |
| -------------- | -------------- | -------------- | ------ | --------------- | ----- |
| ZSRR           | Kijów          | 1938           | 6      | 22–27           | [ 6 ] |
| ZSRR           | Leningrad      | 1938           | 18     | 110–127         | [ 7 ] |
| ZSRR           | Moskwa         | 1937–1938      | 119    |                 | [ 8 ] |
| Łączna liczba: | Łączna liczba: | Łączna liczba: | 143    |                 |       |

Uwaga: Wykaz miast, do których dostarczono trolejbusy JaTB-2, nie jest kompletny. Nie uwzględnia również miast, które otrzymały używane trolejbusy.

## Eksploatacja

### Legnica
W 1952 r. Legnica otrzymała z Warszawy dwa trolejbusy typu JaTB-2. Z uwagi na trudności związane z zasilaniem sieci trakcyjnej jednocześnie kursował tylko jeden trolejbus. W związku z trudnościami w obsłudze systemu został on zlikwidowany 31 grudnia 1956 r. Jeden trolejbus JaTB-2 zezłomowano, a drugi przekazano do Poznania.

### Lublin
W 1953 r. do Lublina sprowadzono łącznie około 12 używanych trolejbusów JaTB-2, przy czym część trolejbusów pochodziła bezpośrednio z Warszawy, a część pierwotnie trafiło z Warszawy do Gdyni i dopiero potem do Lublina. Z powodu trudności z dostępem do części zamiennych i złym stanem technicznym nadwozi stopniowo wycofywano je z eksploatacji. Ostatni trolejbus zakończył służbę liniową prawdopodobnie w 1960 r.

### Warszawa
W 1946 r. Warszawa otrzymała w darze od Związku Radzieckiego 30 używanych moskiewskich trolejbusów JaTB-2 i sieć trakcyjną. Pojazdy były w nie najlepszym stanie technicznym i wymagały remontów. Po naprawach i przemalowaniu w barwy biało-czerwone do ruchu skierowano 24 egzemplarze. Z powodu częstych usterek i braku części zamiennych trolejbusy JaTB-2 stopniowo wycofywano z eksploatacji. Ostatni trolejbus tego typu zakończył kursowanie w 1952 r.